# Tigard
Tigard is een plaats (city) in de Amerikaanse staat Oregon, en valt bestuurlijk gezien onder Washington County.

## Demografie
Bij de volkstelling in 2000 werd het aantal inwoners vastgesteld op 41.223. In 2006 is het aantal inwoners door het United States Census Bureau geschat op 49.100, een stijging van 7877 (19,1%).

## Geografie
Volgens het United States Census Bureau beslaat de plaats een oppervlakte van 28,1 km², geheel bestaande uit land.

## Plaatsen in de nabije omgeving
De onderstaande figuur toont nabijgelegen plaatsen in een straal van 8 km rond Tigard.